# Lockheed Martin
Lockheed Martin je ameriška poslovna korporacija, ki se ukvarja pretežno z letalstvom in vesoljsko tehnologijo. V področje delovanja sodijo vojaška tehnika, transportna in bojna letala, vesoljska tehnika, radarji, vodljivi izstrelki in balistične rakete. Je eno izmed največjih orožarskih podjetij na svetu, približno 74 % prihodka podjetja je od prodaje vojaške tehnike. Korporacija ima približno 112 tisoč zaposlenih po vsem svetu. 
Podjetje je bilo ustanovljeno leta 1995, ko sta se združili podjetji Lockheed Corporation in Martin Marietta. Sedež ima v mestu Bethesda, Maryland, v okrožju Washington, DC. V letu 2014 je bilo po prihodku največje orožarsko podjetje na svetu. Letno ustvari približno 45 milijard dolarjev prometa. 

## Galerija produktov
- C-130 Hercules, transportno letalo v proizvodnji od 1950. let
- F-35, najnovejše bojno letalo (1.930 km/h)
- Trident II ICBM, mornariški vodljivi izstrelek